# Antonín Daněk (1922)
Antonín Daněk (1. června 1922 Holešov – 15. května 1949 Božice) byl český hostinský, protinacistický a protikomunistický odbojář, který zemřel za nejasných okolností v květnu 1949 při snaze uniknout zatčení.

## Životopis
Narodil se v roce 1922 v Holešově. Se svou rodinou žil nicméně do roku 1945 ve Francově Lhotě. Na začátku února 1945 se zapojil do protinacistického odboje, přičemž se stal členem partyzánské brigády Jana Žižky. V ní působil do konce druhé světové války. V letech 1945 až 1946 žil v Banticích, kde vlastnil statek. V letech 1946 až 1947 poté bydlel se svou rodinou v Suchohrdlech. V dubnu 1947 odešel z titulu národního správce místního hostince do Božic. Zastával krajně levicové názory a byl obdivovatelem jugoslávského prezidenta Josipa Tita. Byl ženatý, se svou ženou Františkou, se kterou se seznámil za Protektorátu, měl dceru Martu (* ~1946). Měl tři mladší bratry a jednu mladší sestru.

### Po Únoru 1948
Po komunistickém převratu se v prosinci 1948 zapojil do protikomunistického odboje a v únoru 1949 se snažil založit místní odbojovou skupinu v Božicích navázanou na organizaci Světlana. Předmětem činnosti skupiny bylo především shromažďování zbraní a komunikačních přístrojů (př. vysílaček) a šíření protirežimních letáků. Jeho odbojová skupina byla ovšem již brzy po svém založení infiltrována agenty Státní bezpečnosti a v březnu 1949 bylo zatčeno několik jejích členů. Zřejmě v březnu 1949 měl Daněk přitom uprchnout do Rakouska (odjel přitom přes Vídeň do Lince), které ale i kvůli vzájemným neshodám s dalšími uprchlíky opustil a vrátil se zpět do Československa. Dne 15. května 1949 se jej pokusili agenti Státní bezpečnosti nebo příslušnici SNB zadržet v Božicích. Daněk se ovšem zatčení bránil se zbraní, dva příslušníky SNB těžce zranil, ale nakonec byl zraněn sám a krátce poté buď spáchal sebevraždu, nebo byl zastřelen. Pohřben byl na hřbitově v Prosiměřicích. V lednu 1953 byl Daňkovi zpětně zrušen partyzánský průkaz.